# Jan Assmann
Jan Assmann (Langelsheim, 7 de julho de 1938 – Constança, 19 de fevereiro de 2024) foi um egiptólogo e teórico da cultura alemão, professor de egiptologia da Universidade de Heidelberg e de ciência da cultura da Universidade de Constança.

## Vida e obras
Assmann estudou egiptologia e arqueologia clássica em Munique, Heidelberg, Paris e Göttingen. Em 1966-67, ele foi bolsista do Instituto Arqueológico Alemão no Cairo, onde continuou como acadêmico independente de 1967 a 1971. Após completar sua habilitação em 1971, ele foi nomeado professor de egiptologia na Universidade de Heidelberg em 1976, onde lecionou até se aposentar em 2003. Foi então nomeado Professor Honorário de Estudos Culturais da Universidade de Constança.
Na década de 1990, Assmann e sua esposa Aleida Assmann desenvolveram uma teoria da memória cultural e comunicativa que recebeu muita atenção internacional. Ele também é conhecido além dos círculos Egiptologia por sua interpretação das origens do monoteísmo, que ele considera como uma ruptura de mais cedo cosmoteísmo, primeiro com ateísmo e mais tarde com o Êxodo do Egito dos israelitas.

## Escritos sobre religiões egípcias e outras
Assmann sugere que a antiga religião egípcia teve uma influência mais significativa no judaísmo do que geralmente se reconhece. Ele usou o termo "inversão normativa" para sugerir que alguns aspectos do Judaísmo foram formulados em reação direta às práticas e teologia egípcias. Ele atribuiu o princípio da inversão normativa a um princípio estabelecido por Mâneton que foi usado por Maimonides em suas referências aos sabeus. Seu livro The Price of Monotheism recebeu algumas críticas por sua noção de The Mosaic Distinction. Ele também não mantém mais essa teoria, pelo menos não em sua forma original (especificamente, o aspecto do mosaico).

## Publicações
- Re und Amun: Die Krise des polytheistischen Weltbilds im Ägypten der 18.-20. Dynastie (Orbis Biblicus et Orientalis 51). Fribourg e Göttingen 1983.
- Ägypten: Theologie und Frömmigkeit einer frühen Hochkultur (Urban-Bücherei, vol.366, Stuttgart 1984).
- The Search for God in Ancient Egypt trans. David Lorton (2001) ISBN 0-8014-8729-3
- "Maât: l'Égypte pharaonique et l'idée de justice sociale" in: Conférences, essais et leçons du Collège de France. Paris: Julliard, 1989.

German: Ma`at: Gerechtigkeit und Unsterblichkeit im alten Ägypten. Munich 1990 (Tradução árabe 1996).
- Stein und Zeit: Mensch und Gesellschaft im Alten Ägypten. Munich 1991.
- Das kulturelle Gedächtnis: Schrift, Erinnerung und politische Identität in frühen Hochkulturen. Munich 1992. ISBN 3-406-36088-2 ASIN B001C84TR4

trad.: Cultural Memory and Early Civilization: Writing, Remembrance, and Political Imagination. Cambridge University Press, 2011.  ISBN 0-521-18802-4, ISBN 978-0-521-18802-9
- Monotheismus und Kosmotheismus (1993) ISBN 3-8253-0026-9
- Egyptian Solar Religion (Estudos em Egiptologia) (1995) ISBN 0-7103-0465-X
- Ägypten: Eine Sinngeschichte (Munich: Hanser 1996; Frankfurt: Fischer, 1999); trad. The Mind of Egypt: History and Meaning in the Time of the Pharaohs (New York: Metropolitan Books, 2002; Harvard University Press, 2003).
- Moses der Ägypter: Entzifferung einer Gedächtnisspur. Munich 1998.

Moses the Egyptian: The Memory of Egypt in Western Monotheism (Cambridge, Mass.: Harvard University Press, 1997; 1998) ISBN 0-674-58739-1
- Weisheit und Mysterium: Das Bild der Griechen von Ägypten. Munich 2000. ISBN 3-406-45899-8
- Herrschaft und Heil: Politische Theologie in Altägypten, Israel und Europa. Munich 2000. ISBN 3-596-15339-5
- Religion und kulturelles Gedächtnis: Zehn Studien (Munich: C.H. Beck, 2000). ISBN 3-406-45915-3

Religion and Cultural Memory: Ten Studies (Cultural Memory in the Present) trad. Rodney Livingstone, SUP (2005) ISBN 0-8047-4523-4
- Der Tod als Thema der Kulturtheorie (2000) ISBN 3-518-12157-X
- Tod und Jenseits im Alten Ägypten (Munich 2001). ISBN 3-406-49707-1

Death And Salvation In Ancient Egypt, trad. David Lorton (2006) ISBN 0-8014-4241-9
- Altägyptische Totenliturgien, Bd.1, Totenliturgien in den Sargtexten (2002) ISBN 3-8253-1199-6
- Die Mosaische Unterscheidung oder der Preis des Monotheismus. Munich 2003.

trad.  Robert Savage: The Mosaic Distinction or The Price of Monotheism (SUP, 2009) ISBN 0-8047-6160-4
- Ägyptische Geheimnisse (2003) ISBN 3-7705-3687-8
- Theologie und Weisheit im alten Ägypten (2005) ISBN 3-7705-4069-7
- Die Zauberflöte (2005) ISBN 3-446-20673-6
- Thomas Mann und Ägypten: Mythos und Monotheismus in den Josephsromanen (Munich 2006).
- Monotheismus und die Sprache der Gewalt (2006) ISBN 3-85452-516-8
- Of God and Gods: Egypt, Israel, and the Rise of Monotheism (University of Wisconsin Press, 2008)
- From Akhenaten to Moses. Ancient Egypt and religious change (The American University in Cairo Press 2014).
- Exodus: Die Revolution der Alten Welt (Munich 2015) ISBN 978-3-406-67430-3

Livros em inglês
- The Mind of Egypt: History and Meaning in the Time of the Pharaohs, trad. Andrew Jenkins (2003) ISBN 0-674-01211-9
- Of God and Gods: Egypt, Israel, and the Rise of Monotheism (2008) ISBN 0-299-22554-2
- The Invention of Religion: Faith and Covenant in the Book of Exodus. [S.l.]: Princeton University Press. 2018. ISBN 9780691157085
- Egyptian Solar Religion in the New Kingdom, trad. Anthony Alcock (1994) ISBN 0-7103-0465-X
- Cultural Memory and Early Civilization, 2011.